# PRM TSI
Технічні специфікації сумісності щодо «осіб з обмеженою мобільністю» (PRM TSI) — набір наддержавних технічних стандартів, розроблених для забезпечення доступності для осіб з обмеженими можливостями та обмеженою мобільністю в залізничних системах Європи. Частина рамки технічних специфікацій для взаємодії (TSI), вона була створена Європейським Союзом спочатку як рішення в 2007 році, а згодом як регламент у 2014 році.
PRM TSI має на меті покращити доступність шляхом розгляду різних аспектів залізничної інфраструктури та рухомого складу, включаючи висоту платформ, проміжки між платформами, доступність туалетів пасажирських потягів та інших об’єктів, а також надання допомоги та інформації для пасажирів.
Для забезпечення ефективного впровадження Європейське агентство залізниць (ERA) опублікувало посібник із викладом вимог TSI PRM та рекомендацій щодо відповідности. PRM TSI підлягає періодичному оновленню, з останнім переглядом у 2023 році. Оскільки стандарти підвищуються, оператори залізниць зобов’язані періодично робити значні витрати для забезпечення відповідности.